# Bert Allard
Bert Morgan Allard, nacido el 3 de abril de 1945 en la parroquia de Gamlestad de Gotemburgo, condado de Gotemburgo y Bohus, es un bioquímico sueco.Profesor de la Universidad de Örebro. Sus obras académicas son citadas en más de 9 mil publicaciones científicas  

## Educación
Recibió su doctorado en 1975 en la Universidad Tecnológica de Chalmers y es profesor de química, con especialización en ciencias ambientales, en la Universidad de Örebro. Anteriormente fue profesor de la asignatura interdisciplinaria "Agua en la naturaleza y sociedad" en la Universidad de Linköping. Fue elegido miembro de la Real Academia de las Ciencias de Suecia en 1997.